# 5e cérémonie des Grammy Awards
La 5e cérémonie annuelle des Grammy Awards a eu lieu le 15 mai 1963.

## Palmarès
| Prix                                                                                                   | Artiste                              | Titre                                                                               |
| --- | ------------------------------------ | ----------------------------------------------------------------------------------- |
| Enregistrement de l'année                                                                              | Tony Bennett                         | I Left My Heart In San Francisco                                                    |
| Album de l'année                                                                                       | Vaughn Meader                        | The First Family                                                                    |
| Album Of The Year - Classical                                                                          | Vladimir Horowitz                    | Columbia Records Presents Vladimir Horowitz                                         |
| Chanson de l'année                                                                                     |                                      | What Kind of Fool Am I ?                                                            |
| Best Instrumental Theme                                                                                |                                      | A Taste Of Honey                                                                    |
| Best Solo Vocal Performance, Female                                                                    | Ella Fitzgerald                      | Ella Swings Brightly With Nelson Riddle                                             |
| Best Solo Vocal Performance, Male                                                                      | Tony Bennett                         | I Left My Heart In San Francisco                                                    |
| Best Jazz Performance - Soloist Or Small Group (Instrumental)                                          | Stan Getz                            | Desafinado                                                                          |
| Best Jazz Performance - Large Group (Instrumental)                                                     | Stan Kenton                          | Adventures In Jazz                                                                  |
| Best Original Jazz Composition                                                                         |                                      | Cast Your Fate To The Wind                                                          |
| Best Performance By An Orchestra For Dancing                                                           | Joe Harnell                          | Fly Me To The Moon Bossa Nova                                                       |
| Best Performance By An Orchestra Or Instrumentalist With Orchestra - Primarily Not Jazz Or For Dancing | Peter Nero                           | The Colorful Peter Nero                                                             |
| Best Instrumental Arrangement                                                                          | Henry Mancini                        | Baby Elephant Walk                                                                  |
| Best Background Arrangement                                                                            |                                      | I Left My Heart In San Francisco                                                    |
| Best Performance By A Vocal Group                                                                      |                                      | If I Had a Hammer                                                                   |
| Best Performance By A Chorus                                                                           | The New Christy Minstrels            | Presenting The New Christy Minstrels                                                |
| Best Original Cast Show Album                                                                          |                                      | No Strings                                                                          |
| Best Classical Performance - Orchestra                                                                 | Columbia Symphony Orchestra          | Stravinsky: The Firebird Ballet                                                     |
| Best Classical Performance - Chamber Music                                                             |                                      | The Heifetz-Piatigorsky Concerts With Primrose, Pennario And Guests                 |
| Best Classical Performance - Instrumental Soloist Or Soloists (With Orchestra)                         |                                      | Stravinsky: Violin Concerto In D                                                    |
| Best Classical Performance - Instrumental Soloist Or Duo (Without Orchestra)                           | Vladimir Horowitz                    | Columbia Records Presents Vladimir Horowitz                                         |
| Best Opera Recording                                                                                   |                                      | Verdi: Aida                                                                         |
| Best Classical Performance - Choral (Other Than Opera)                                                 |                                      | Bach: St. Matthew Passion                                                           |
| Best Classical Performance - Vocal Soloist (With Or Without Orchestra)                                 | Orchestre philharmonique de New York | Wagner: Gotterdamerung - Brunnhilde's Immolation Scene/Wesendonck Songs             |
| Best Classical Composition By Contemporary Composer                                                    | Igor Stravinsky                      | Stravinsky: The Flood                                                               |
| Best Engineered Recording - Classical                                                                  |                                      | Strauss: Also Sprach Zarathustra                                                    |
| Best Album Cover - Classical                                                                           |                                      | The Intimate Bach                                                                   |
| Best Comedy Performance                                                                                | Vaughn Meader                        | The First Family                                                                    |
| Best Documentary Or Spoken Word Recording (Other Than Comedy)                                          | Charles Laughton                     | The Story-Teller: A Session With Charles Laughton                                   |
| Best Engineering Contribution - Other Than Novelty And Other Than Classical                            |                                      | Hatari                                                                              |
| Best Engineering Contribution - Novelty                                                                |                                      | The Civil War, Vol. I                                                               |
| Best Album Cover - Other Than Classical                                                                |                                      | Lena...Lovely And Alive                                                             |
| Best Recording For Children                                                                            | Leonard Bernstein                    | Saint-Saens: Carnival Of The Animals/Britten: Young Person's Guide To The Orchestra |
| Best Rock & Roll Recording                                                                             | Bent Fabric                          | Alley Cat                                                                           |
| Best Country & Western Recording                                                                       | Burl Ives                            | Funny Way Of Laughin                                                                |
| Best Rhythm & Blues Recording                                                                          | Ray Charles                          | I Can't Stop Loving You                                                             |
| Best Folk Recording                                                                                    |                                      | If I Had A Hammer                                                                   |
| Best Gospel Or Other Religious Recording                                                               | Mahalia Jackson                      | Great Songs Of Love And Faith                                                       |
| Meilleur nouvel artiste de 1962                                                                        | Robert Goulet                        | Robert Goulet                                                                       |